# Lixa
Lixa is een stad in de Portugese gemeente Felgueiras in het district Porto. In 2004 was het inwonertal 4.233 op een oppervlakte van 12,58 km². Lixa heeft sinds 30 augustus 1995 de status van stad (cidade) en bestaat uit de freguesias Borba de Godim, Macieira da Lixa, Santão en Vila Cova da Lixa.